# .sj
.sj (код ISO 3166-1 alpha-2 для островов Шпицберген и Ян-Майен, норв. Svalbard og Jan Mayen) — национальный домен верхнего уровня для островов Шпицберген и Ян-Майен, которые в коде ISO 3166-1 alpha-2 рассматриваются вместе как Шпицберген и Ян-Майен. Так как почти необитаемый остров Ян-Майен и архипелаг Шпицберген — норвежские территории, вместо этого домена используется домен .no. Также неиспользуемым является домен .bv (для острова Буве), также зарегистрированный в августе 1997 года.
По причине того, что регистратором домена .sj является компания Norid, также являющаяся регистратором норвежского домена, домен в настоящее время не используется. Несмотря на это домен .sj остаётся в списке корневых доменов.

## История
Шпицберген и Ян-Майен — две интегрированные территории Норвегии. Шпицбергенский трактат дал Норвегии полный суверенитет над Шпицбергеном, но архипелаг получил особый статус свободной экономической зоны и не является частью Европейской экономической и Шенгенской зон. Ян-Майен — почти необитаемый вулканический остров в Атлантическом океане, полностью интегрированный в состав Норвегии (входит в состав губернии Нурланн). Во время создания кодов ISO 3166 предполагалось, что Шпицберген будет иметь собственный код, но норвежские власти решили создать общий код для Шпицбергена и Ян-Майена. Домен .sj был зарегистрирован 21 августа 1997 года. В то же время был создан домен .bv.